# Aššur-šaduni
Aššur-šadûni (Aschschur-schaduni), Sohn des Nur-ili, war ein assyrischer König und Zeitgenosse von Ulam-buriaš von Karduniaš. Nach der assyrischen Königsliste regierte er 1451 v. Chr. einen Monat, bevor er von Aššur-rabi I., dem Sohn des Enlil-nasir I. abgesetzt wurde. Es ist unklar, ob er als Jahreseponym gezählt wurde.
| Autor              | Regierungszeit | Anmerkungen            |
| ------------------ | -------------- | ---------------------- |
| Cassin 1966        | 1454 v. Chr.   | mittlere Chronologie   |
| Gasche et al. 1998 | 1450 v. Chr.   | ultrakurze Chronologie |